# Lamberto Zannier
Lamberto Zannier (Fagagna, 15 giugno 1954) è un diplomatico italiano che ha ultimato la carriera con il grado di Ambasciatore e ha svolto funzioni internazionali con il rango di Sotto-Segretario Generale (USG) delle Nazioni Unite e come Segretario Generale e successivamente Alto Commissario sulla Minoranze Nazionali dell'Organizzazione per la sicurezza e la cooperazione in Europa (OSCE).

## Biografia
Laureatosi in legge nel 1976 all'Università di Trieste, che nel 2016 gli ha anche conferito una Laurea ad Honorem in Scienze Internazionali e Diplomatiche, inizia la carriera diplomatica nel 1978 prestando servizio, negli anni immediatamente successivi, ad Abu Dhabi e a Vienna, per rientrare al Ministero degli Esteri nel 1977 alla Direzione Generale degli Affari Politici e successivamente all'Ufficio del Segretario Generale. Nel 1991 presta servizio, fuori ruolo, presso il Segretariato della NATO a Bruxelles con l'incarico di Capo Servizio disarmo, controllo armamenti e cooperazione in materia di sicurezza della Divisione Affari Politici dove rimane per sei anni, in una complessa fase di trasformazione a seguito della dissoluzione del Patto di Varsavia, dell'Unione Sovietica e della ex-Jugoslavia. In particolare, segue le problematiche legate allo smantellamento degli armamenti convenzionali in Europa, dei programmi di assistenza per lo smantellamento delle armi nucleari ex-sovietiche e la riflessione sul nuovo ruolo della NATO in materia di operazioni di pace attraverso i lavori di un gruppo di lavoro NACC-PfP (Ad Hoc Group on Cooperation in Peacekeeping).
Assegnato alla Rappresentanza Italiana presso l'OSCE a Vienna nel 1997, viene nominato presidente dei negoziati sulla modernizzazione del Trattato sulle Forze Armate Convenzionali in Europa (CFE); il nuovo Trattato, il cui testo viene finalizzato dopo due anni di trattative, è sottoscritto dai Capi di Stato e di Governo dell'OSCE al Vertice di Istanbul del Novembre 1999, ma non entrerà in vigore a seguito di controversie sulla continua presenza di truppe russe in Moldavia e Georgia.
Trasferito all'Ambasciata all'Aia nel 2000, segue, tra l'altro, le attività del Tribunale penale internazionale per l'ex-Jugoslavia e svolge funzioni di Rappresentante Italiano nel Consiglio Esecutivo dell'Organizzazione per la Proibizione delle Armi Chimiche (OPAC).
Nel 2002 il Segretario Generale dell'OSCE, lo slovacco Jan Kubis, gli affida l'incarico di Direttore del Centro per la Prevenzione dei Conflitti, con rango di Ambasciatore. Al termine di questo mandato quadriennale rientra al Ministero degli Esteri, dove viene incaricato di seguire questioni europee in qualità di Corrispondente Europeo e Coordinatore per la Politica Estera, di Sicurezza e di Difesa dell'Unione Europea.
Nel 2008 viene nominato dal Segretario Generale dell'ONU, Ban Ki-moon, capo della Missione della Nazioni Unite in Kosovo, UNMIK, (di fatto, l'amministratore internazionale del Kosovo), con rango di Sottosegretario Generale. In  questa complessa fase in cui la dichiarazione unilaterale di indipendenza di Pristina acuisce le tensioni interne ed internazionali, UNMIK si impegna in un intenso dialogo con Belgrado e i Paesi che sostenevano la Serbia, da un lato, e con Pristina e i Paesi (tra cui l'Italia) che avevano riconosciuto l'indipendenza del Kosovo, dall'altro: con un rapporto da lui presentato e approvato con una dichiarazione Presidenziale dal Consiglio di Sicurezza a fine novembre 2008, si spiana la via per una riconfigurazione della Missione e per lo spiegamento di una Missione dell'Unione Europea sullo stato di diritto (EULEX), cui verranno trasferite alcune competenze di UNMIK in linea con la Risoluzione 1244. Con questo passaggio si apre una più concreta prospettiva europea per la Serbia e per il Kosovo, con l'attivazione di un nuovo canale di dialogo a guida UE tra Belgrado e Pristina.
Ultimata la missione in Kosovo, il 1 luglio 2011 assume le funzioni di Segretario Generale dell'Organizzazione per la Sicurezza e la Cooperazione in Europa (OSCE). Nel luglio 2017 viene nominato Alto Commissario OSCE sulle Minoranze Nazionali, con sede all'Aia, con un mandato di prevenzione dei conflitti attraverso l'analisi dei problemi legati all'instabilità derivante dalla carente integrazione sociale e la promozione di efficaci politiche integrative sulla base di una serie di raccomandazioni e linee guida emanate dall'Ufficio dell'Alto Commissario.
Al termine di quest'ultimo incarico, nel 2020, avvia una collaborazione stabile con l'Assemblea Parlamentare dell'OSCE per contribuire a un'aggiornata visione delle nuove sfide alla sicurezza e lo sviluppo di raccomandazioni sul futuro ruolo dell'OSCE.
Zannier è autore di numerose pubblicazioni su riviste italiane e internazionali. È stato inoltre Presidente del Consiglio di Amministrazione dell'Accademia OSCE di Bishkek, Presidente dell'Istituto per la Ricerca sul Negoziato dell'Università di Gorizia, Direttore per gli Affari Euromediterranei presso l'Istituto di Studi Mediorientali e Balcanici di Lubiana (IFIMES); insegna inoltre  alla Scuola di Studi Internazionali dell'Università di Trento.